# Rubiol anisat gros
El rubiol anisat gros (Agaricus augustus) és un rubiol del grup dels rubiols anisats, caracteritzat per a tenir la superfície del barret coberta per esquames fibril·loses adherides, d'ocres a bru vermelloses.

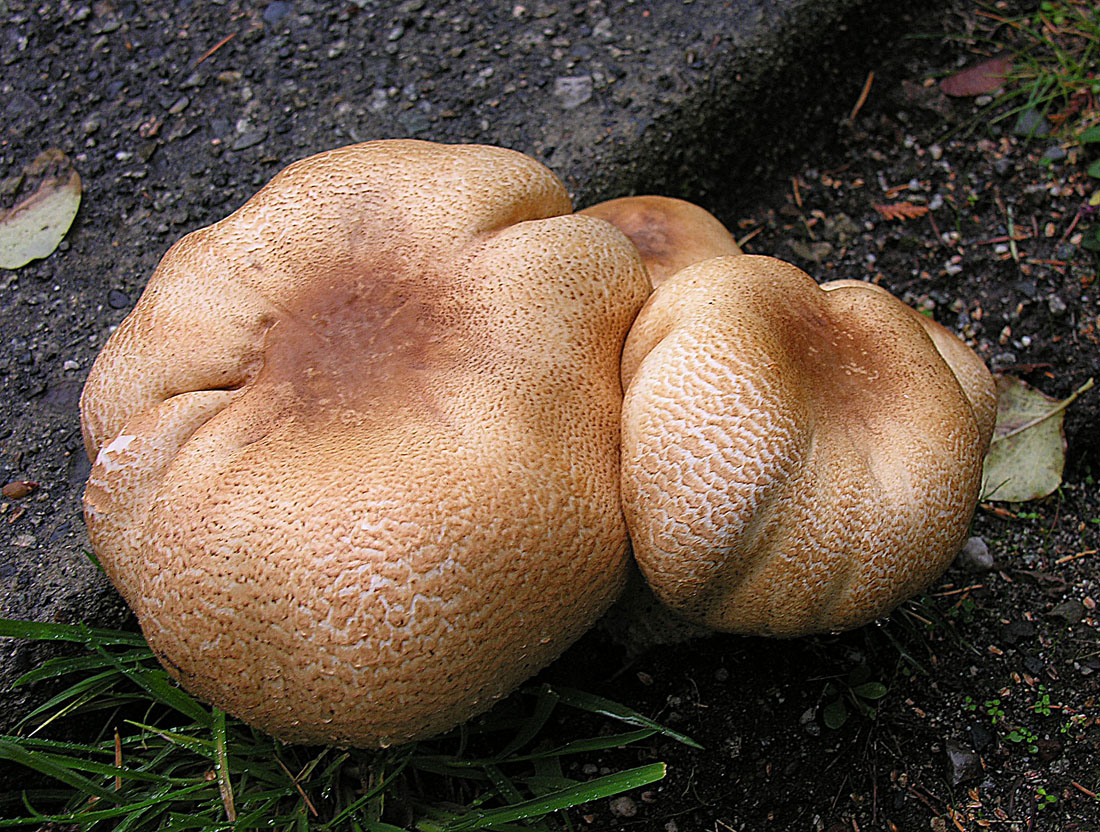
Detall de la superfície esquamosa de dos barrets de rubiol anisat gros (Agaricus augustus)

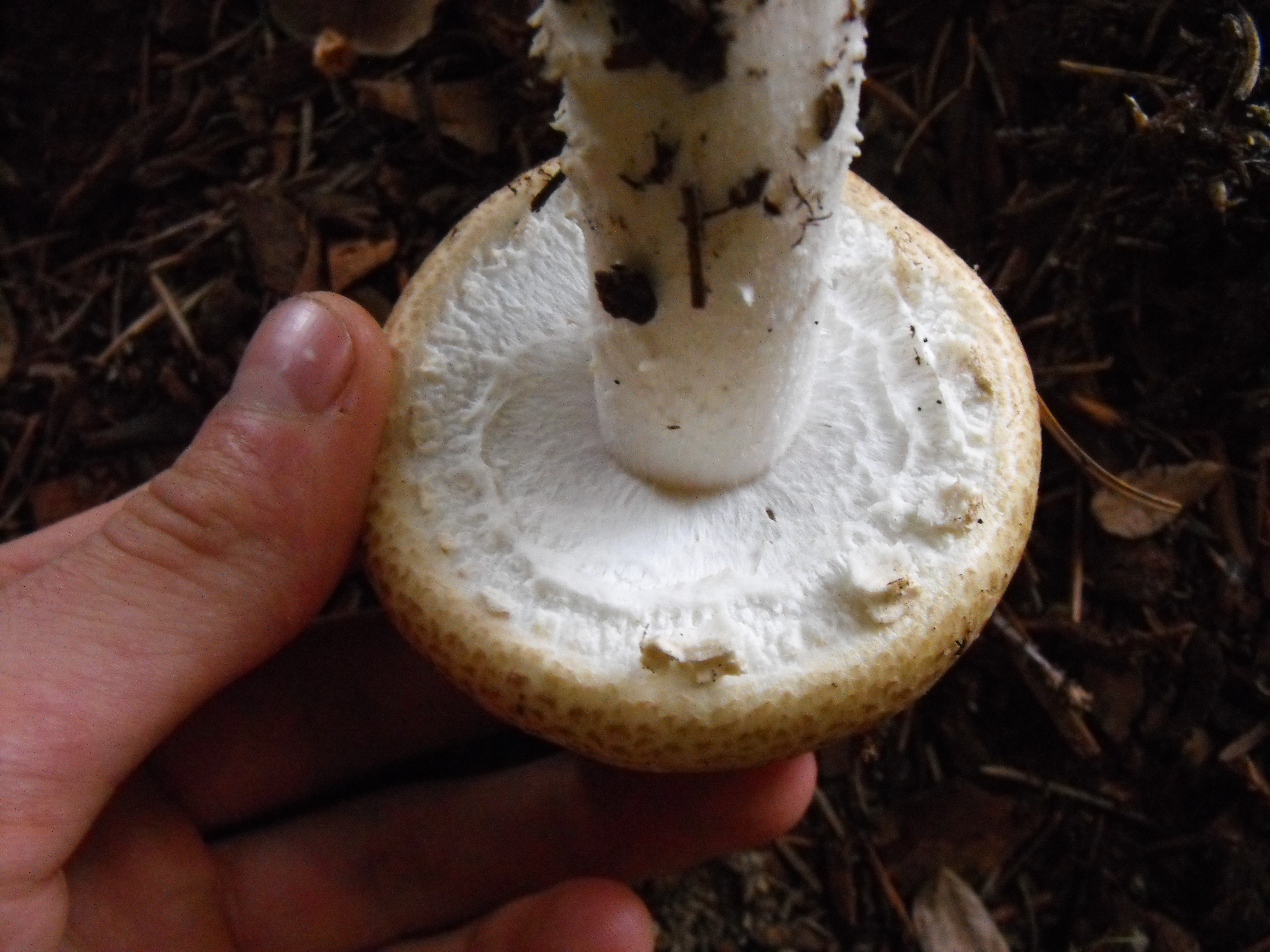
Detall de l'anell del rubiol anisat gros (Agaricus augustus)

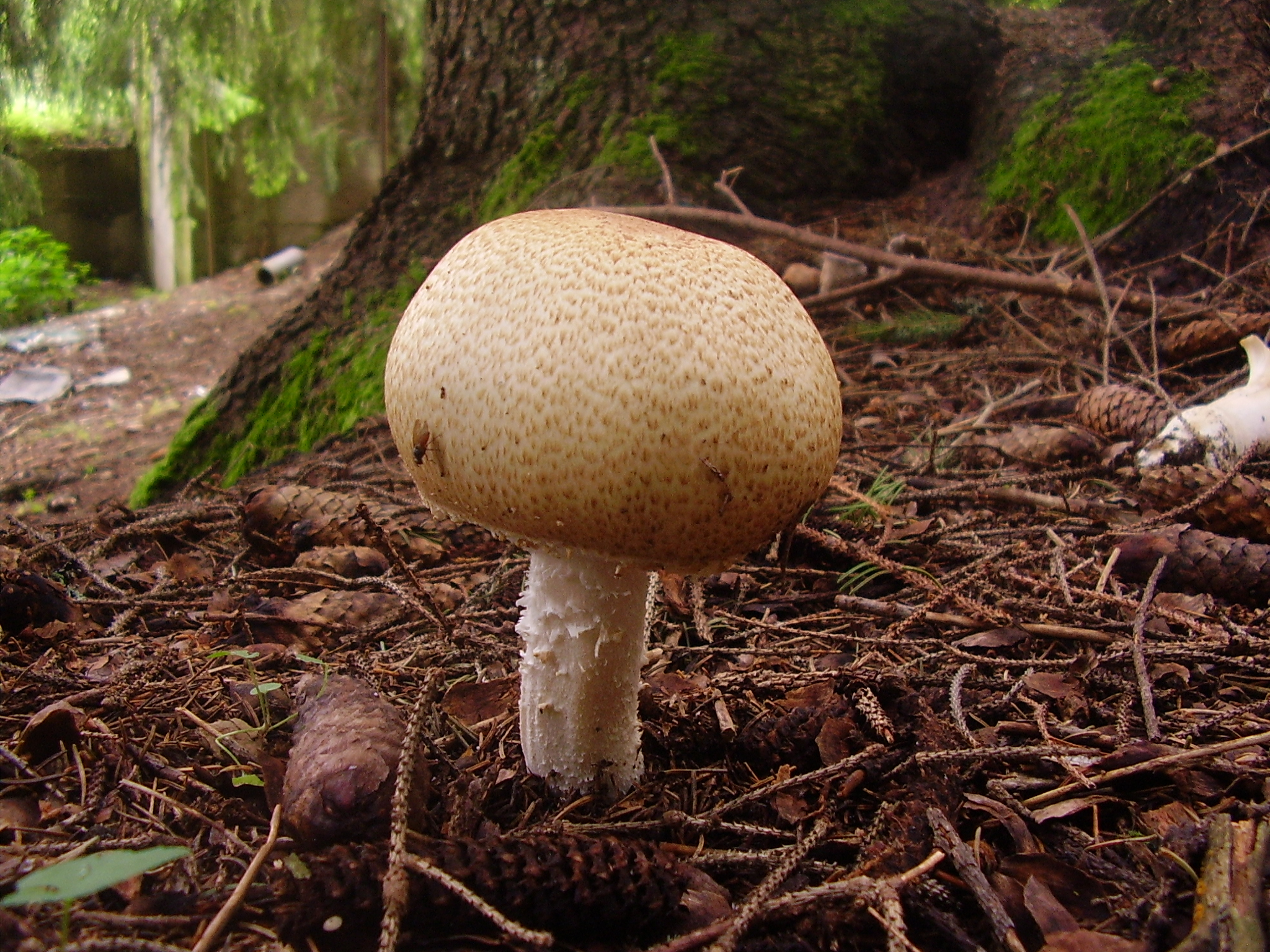
Rubiol anisat gros (Agaricus augustus)

## Descripció
- Barret carnós que pot assolir 22 cm de diàmetre, molsut, gran, llis al disc central, de bru daurat a ocraci, algun cop bru grisenc.
- Superfície escamosa, amb escames fibril·loses disposades concèntricament.
- Grogueja al frec.
- Marge que sobresurt més enllà de les làmines.
- Làmines grises de jove, brunes en madurar, amb aresta més clara.
- Cama blanca que pot arribar als 20 cm d'altura i 4 cm de gruix, sovint amb grans escates blanques.
- Anell alt, doble, amb escates semblants a les de la cama, grogues al frec.
- Carn blanca, aviat bruna al punt d'unió de la cama i el barret. És bruna al peu.
- Carn que fa olor d'ametlles o anís a causa de la presència d'alcohol benzílic i benzaldehid.[1]
- Les espores són de color marró xocolata.[2][3][4]

## Reproducció
Fructifica a la fi de l'estiu i la tardor.

## Hàbitat
Vora planifolis i coníferes.

## Distribució geogràfica
Es troba a Europa, Nord-amèrica, Àsia i l'Àfrica del Nord.

## Comestibilitat
És comestible, de qualitat excel·lent i molt consumit a Euràsia, els Estats Units, el Canadà i algunes zones de Mèxic. Malauradament, molt sovint és infestat per larves de mosques.